# Pontonia pusilla
Pontonia pusilla är en kräftdjursart som beskrevs av Lipke Bijdeley Holthuis 1951. Pontonia pusilla ingår i släktet Pontonia och familjen Palaemonidae. Inga underarter finns listade i Catalogue of Life.